# غيم أند واتش غاليري
غيم أند واتش غاليري (بالإنجليزية: Game & Watch Gallery)‏ هي لعبة طورتها نينتندو وصدرت في عام 1997 لغيم بوي. تعتبر اللعبة الثانية في سلسلة غيم أند واتش غاليري، بعد غيم بوي غاليري. هذه اللعبة هي اللعبة الوحيدة في السلسلة التي تتمتع بموسيقى تصويرية خاصة بها. تضمنت الموسيقى التصويرية أيضًا إصدارات محدثة من الموسيقى الموجودة في اللعبة.
تم إصدار تكملة تسمى غيم أند واتش غاليري 2 للغيم بوي في عام 1997 وغيم بوي كولر في عام 1998.

## أسلوب اللعب
تحتوي غيم أند واتش غاليري بالألعاب الأربع التالية:
- مانهول (بالإنجليزية: Manhole)‏: ماريو وتود ودونكي كونغ جونيور يسيرون باستمرار عبر منصة. يتحكم اللاعبون في يوشي ويجب عليهم المناورة من أجل الاحتفاظ بفتحة تصل إلى فجوات مختلفة في المنصة حتى لا تسقط الشخصيات.
- أويل بانك (بالإنجليزية: Oil Panic)‏: يجب أن يمسك ماريو بالزيت المتسرب بدلو، ثم يفرغه من النافذة إلى يوشي قبل أن يفيض.
- أوكتوبوس (بالإنجليزية: Octopus)‏: يغوص ماريو بحثًا عن الكنز ليعطيه لبيتش ولكن يجب أن يتجنب مخالب الأخطبوط المتحركة. إيقاع الخلفية للموسيقى التي يتم تشغيلها خلال الإصدار الحديث من أوكتوبوس هو من لعبة باباي للآركيد. ضمنت اللعبة لاحقًا في غيم أند واتش غاليري 4.
- فاير (بالإنجليزية: Fire)‏: تحترق قلعة بيتش ويقفز تود ويوشي ودونكي كونغ جونيور باستمرار للهروب. يتحكم اللاعبون في ماريو ولويجي، اللذان يحملان قماش القنب ويجب عليهما ارتداد أصدقائهما إلى بر الأمان. مثل أوكتوبوس، ضمنت اللعبة لاحقًا في غيم أند واتش غاليري 4.

يمكن للاعبين أيضًا اختيار لعب هذه الألعاب في شكلها الأصلي، حيث يلعبون دور الشخصية التي أصبحت تُعرف في النهاية باسم مستر غيم أند واتش في سوبر سماش برذرز ميلي هناك بعض الاختلافات الطفيفة بين الإصدارين الكلاسيكي والحديث، وتتكون الألعاب في السابق من رسومات بكسل بسيطة بدلاً من النقوش المتحركة المفصلة. عندما يتم لعبها على سوبر غيم بوي أو غيم بوي كولر، فإنها تتلقى ترقية محدودة للألوان.

## التطوير
طورت اللعبة توسي ونينتندو للبحث والتطوير 1 ونشرتها نينتندو.[بحاجة لمصدر] صدرت لغيم بوي في اليابان في 1 فبراير 1997، في الولايات المتحدة في 5 مايو 1997، في أوروبا في 28 أغسطس 1997، وفي أستراليا في عام 1997؛ صدرت لخرطوشة نينتندو باور لغيم بوي في اليابان في 1 مارس 2000. صدرت على نينتندو 3دي أس فرتشول كونسول في اليابان في 22 يونيو 2011، في أمريكا الشمالية في 14 يوليو 2011، وفي أوروبا وأستراليا في 21 يوليو 2011؛ بينما صدرت اللعبة في أستراليا بعنوان غيم بوي غاليري 2، ففي نسخة فرتشول كونسول كان اسم اللعبة غيم أند واتش غاليري.[بحاجة لمصدر]

## التقييم
| استقبال |             |
| --- | ----------- |
| مجموع النقاط المجموع نقاط غيم رانكينغز 76.65% نتائج المراجعة نشرة نقاط يورو غيمر 5/10 غيمز رادار آي جي إن 8/10 |             |
| مجموع النقاط                                                                                                   |             |
| المجموع | نقاط        |
| غيم رانكينغز                                                                                                   | 76.65%      |
| نتائج المراجعة                                                                                                 |             |
| نشرة | نقاط        |
| يورو غيمر | 5/10        |
| غيمز رادار | 3.5/5 stars |
| آي جي إن | 8/10        |

يحتفظ غيم أند واتش غاليري بمتوسط 76.65٪ على غيم رانكينغز، بناءً على أربع مراجعات. وقد قيمها ستيف أفريت في آي جي إن بتقدير كبير، حيث قارنها بلعبة تتريس أند دكتور ماريو ومن حيث كونها لعبة «نشل» عالية الجودة. لاحظوا أنها لعبة جيدة لمحبي ألعاب غيم أند واتش، بينما تم الاعتراف بها على أنها اختيار قراء آي جي إن «لأفضل لعبة حركة غيم بوي» في القرن. وجد ناثان مونييه من غيمز رادار اللعبة مسببة للإدمان أثناء امتداحها لألعاب غيم أند واتش المحدثة. ومع ذلك، وجدوا الإصدارات الأصلية أقل متعة، وتمنى أن يتم عرض المزيد من الألعاب على الخرطوشة. وصفها جيريمي باريش من يو إس غيمر بأنها واحدة من أفضل ألعاب غيم بوي على 3دي أس فرتشول كونسول، بينما شعر توماس إيست من مجلة نينتندو الرسمية البريطانية بأنها من بين أفضل الألعاب القديمة على 3دي أس فرتشول كونسول. وجد إيست أن الألعاب أساسية، لكنها مع ذلك تسبب الإدمان. وجد كلارك أندرسون من شركة ديجيتالي داونلدد أن فرتشول كونسول تعيد إصدار قيمة جيدة، مشيدًا بالألعاب المختلفة (خاصة فاير) باعتبارها تسبب الإدمان. شعر أندرو براون من نينتندو ورلد ريبورت أن اللعبة تقدم شيئًا ما لجميع أنواع اللاعبين، بسبب مزيج من الألعاب الكلاسيكية والألعاب المُعاد صنعها. ومع ذلك، شعر كريستان ريد من يورو غيمر أن أولئك الذين يفتقرون إلى الحنين إلى هذه اللعبة أو ألعاب غيم أند واتش بشكل عام لن يستمتعوا بهذا كثيرًا، واصفا إياها بأنها «أكثر من مجرد فضول.» أعرب تايلر تريز من غيم ريفولوشن عن أمله في أن تكون اللعبة، مع باقي أجزاءه، أن يتم إعادة تصنيعها لنينتندو سويتش. ناقش المؤلف جيمس نيومان كيف كانت بمثابة مقدمة لاتجاه إعادة إتقان الألعاب التي نمت شعبيتها على بلاي ستيشن 3 وإكس بوكس 360، مشيرًا إلى كيفية تحسين اللعبة لصور الإصدارات المعاد إتقانها مع الحفاظ على طريقة اللعب كما هي.

## الملاحظات
1. ↑  تسمى اللعبة في أستراليا: غيم بوي غاليري 2 (بالإنجليزية: Game Boy Gallery 2)‏.
2. ↑  تسمى اللعبة في اليابان:  غيم بوي غاليري (بالإنجليزية: Game Boy Gallery ‎؛ باليابانية: ゲームボーイギャラリー‎، ‏Gēmu Bōi Gyararii؟)